# Basuling
Basuling (nepalski: वाशुलिङ्ग) – gaun wikas samiti w zachodniej części Nepalu w strefie Mahakali w dystrykcie Baitadi. Według nepalskiego spisu powszechnego z 2011 roku liczył on 555 gospodarstw domowych i 3325 mieszkańców (1789 kobiet i 1536 mężczyzn).